# Ville métropolitaine de Gênes
La ville métropolitaine de Gênes (en italien : Città metropolitana di Genova) est une ville métropolitaine italienne, dans la région de Ligurie, dont le chef-lieu est Gênes. Elle remplace la province de Gênes depuis le 1er janvier 2015.

## Histoire
La ville métropolitaine de Gênes est créée le 1er janvier 2015, en application de la loi n°56 du 7 avril 2014 intitulée : « dispositions sur les villes métropolitaines, les provinces, les unions et les fusions de municipalités ». Elle se substitue à la province de Gênes sur le même territoire.

## Politique et administration
La ville métropolitaine est dirigée par un maire, qui est celui de la ville de Gênes, un conseil métropolitain élu et une conférence métropolitaine consultative, tous deux présidés par le maire.

### Siège
Le siège se trouve au palais Doria-Spinola.

### Maire métropolitain
| Période      | Période      | Identité    | Étiquette   | Qualité                      |
| ------------ | ------------ | ----------- | ----------- | ---------------------------- |
| 8 avril 2014 | 25 juin 2017 | Marco Doria | Indépendant | Maire de Gênes (2012-2017)   |
| 27 juin 2017 | En cours     | Marco Bucci | Indépendant | Maire de Gênes (depuis 2017) |

### Conseil métropolitain
Le conseil est composé de 18 conseillers métropolitains, élus le 25 juin 2017.

### Conférence métropolitaine
Elle comprend les maires de toutes les communes composant la ville métropolitaine.